# 549 г. пр.н.е.

## Събития

### В Азия

#### Във Вавилония
- Набонид (556 – 539 г. пр.н.е.) е цар на Вавилония.[1]
- През тази година царят е в оазиса Тема, в северозападната част на Арабския полуостров, където прекарва около години.[2][3]

#### В Персийската империя
- Цар на Персийската (Ахеменидска) империя е Кир II Велики (559 – 530 г. пр.н.е.).[4]
- Кир покорява Хиркания и Партия.[5]

### В Африка

#### В Египет
- Фараон на Египет е Амасис II (570 – 526 г. пр.н.е).[6]